# Shimizu Kinjirō
Shimizu Kinjirō (jap. 清水 金二郎) war ein japanischer Fußballspieler.

## Nationalmannschaft
1925 debütierte Shimizu für die japanische Fußballnationalmannschaft. Mit der japanischen Nationalmannschaft qualifizierte er sich für die Far Eastern Championship Games 1925.